# كاميلي جوردن
كاميلي جوردن هو سياسي فرنسي، ولد في 11 يناير 1771 في ليون في فرنسا، وتوفي في 19 مايو 1821 في باريس في فرنسا. نشط حزبياً في ملكيانية. وقد انتخب député de l'Ain ‏ (4 أكتوبر 1816 – 19 مايو 1821) وانتخب Member of the Council of Five Hundred ‏ (12 أبريل 1797 – 4 سبتمبر 1797).